# 19577 Bobbyfisher
19577 Bobbyfisher este un asteroid din centura principală de asteroizi.

## Descriere
19577 Bobbyfisher este un asteroid din centura principală de asteroizi. A fost descoperit pe 9 iunie 1999 la Socorro, New Mexico, în cadrul proiectului LINEAR. Asteroidul prezintă o orbită caracterizată de o semiaxă mare de 2,23 ua, o excentricitate de 0,08 și o înclinație de 5,3° în raport cu ecliptica.